# Henrik Wacher
Henrik Wacher er musikredaktør på Danmarks Radios P4. Henrik Wacher startede som frivillig radiovært på Radio Weekend i Charlottenlund og fik senere job, som radiovært på Radio Uptown.